# Óvári Miklós
Óvári Miklós (Budapest, 1925. augusztus 24. – Budapest, 2003. május 10.) magyar politikus, az MSZMP Központi Bizottságának titkára, országgyűlési képviselő.

## Életpályája
Óvári Miklós apja kiugrott katolikus pap, anyja mosónő volt. Tíz testvérből öccsével ketten maradtak életben a nehéz körülmények miatt.
Tehetséges volt, a nehéz viszonyok között is a lőrinci gimnázium mintadiákja (1939-1943), majd latin-olasz szakos Eötvös kollégista lett. Humán beállítottságát megőrizte pártiskolai tanulmányai alatt is, 1949 és 1958 között olasz nyelvet és történelmet tanított a pártfőiskolán. '56 őszén megszakította oroszországi aspirantúráját - nem vágyott aktív szerepre a forradalmi állapotok között, viszont nem voltak hírei itthon maradt feleségéről és két kicsi gyerekéről.
1958-tól dolgozott az MSZMP Központi Bizottságának apparátusában. 1962-től 1966-ig az MSZMP Központi Bizottságának póttagja, 1966-tól tagja, 1975-től 1988-ig a Politikai Bizottság tagja volt. 1970 és 1985 között az MSZMP Központi Bizottságának titkára, majd 1985 és 1988 között a KB irodájának vezetője volt. Elsősorban ideológiai ügyekkel, kultúrával foglalkozott - műveltsége unikum volt a pártvezetés munkás-paraszt származású köreiben. 1979 és 1988 között országgyűlési képviselő volt (1980 és 1985 között a kulturális bizottság elnöke).
1988 után visszavonultan élt haláláig, 2003. május 10-ig.

## Főbb művei
- Hazafiság és nemzetköziség; Kossuth, Bp., 1968 (Az MSZMP Központi Bizottsága politikai akadémiája)
- Az MSZMP IX. kongresszusa és az ideológiai munka fejlődése; MSZMP Politikai Főiskola, Bp., 1969
- Történelem, ideológia, kultúra. Válogatott beszédek és cikkek; Kossuth, Bp., 1980